# 中哈石油管道
中哈石油管道是一条从哈萨克斯坦到中国的石油管道，是目前中国第一条来自中亚的石油管道，也是中国第一条从陆路进口的跨国原油管道。该管道有“丝绸之路第一管道”之誉，由中国石油天然气集团公司和哈萨克斯坦国家石油天然气公司共同投资建造，2006年投入商业运营。
该管道西起哈萨克斯坦阿特劳市，途经肯基亚克、库姆克尔和阿塔苏，东至阿拉山口市，总长2800多公里。
截至2022年2月7日，管道累计向中国输送原油1.5亿吨。